# Segersgärde
Segersgärde este o arie protejată (arie specială de conservare — SAC, sit de importanță comunitară — SCI) din Suedia întinsă pe o suprafață de 552,6 ha, integral pe uscat.

## Localizare
Centrul sitului Segersgärde este situat la coordonatele 57°50′43″N 16°31′36″E / 57.8452°N 16.5267°E.

## Înființare
Situl Segersgärde a fost declarat sit de importanță comunitară în ianuarie 1998 pentru a proteja un număr necunoscut de specii din flora spontană și fauna sălbatică aflate în arealul zonei. Situl a fost protejat și ca arie specială de conservare în martie 2011.

## Biodiversitate
Situată în ecoregiunile boreală și marină baltică, aria protejată conține 9 habitate naturale: Pajiști fino-scandinave uscate până la mezice, bogate în specii de altitudine mică, Pășuni de coastă din Baltica boreală, Recifuri, Pante stâncoase silicioase cu vegetație casmofită, Golfuri mici largi și golfuri puțin adânci, Golfuri mici înguste din Baltica boreală, Taiga vestică, Pășuni din zone de pădure fino-scandinave, Insulițe și insule mici din Baltica boreală.
La baza desemnării sitului se află un număr nedeclarat de specii protejate.